# John Livingston (acteur)
Pour les articles homonymes, voir John Livingston.
John Livingston, né le 8 novembre 1970 à Ames (Iowa) aux États-Unis, est un acteur américain.

## Filmographie partielle

### Au cinéma
- 1996 : Mr. Wrong de Nick Castle : Walter
- 1998 : Un privé à L.A. : A.J. Edison
- 1999 : En direct sur Edtv : Terry
- 2003 : Dopamine : Rand
- 2010 : Banana Bread : Matt Meyerson
- 2010 : Sex Tax: Based on a True Story : Steven Billings
- 2012 : The Bed Bug Thing : Jack
- 2014 : The Hungover Games : Doug
- 2016 : Stage Kiss : Tim
- 2016 : The Summerland Project : Sam Patterson

### À la télévision
- 1994 : Sauvés par le gong : La Nouvelle Classe (saison 2, épisode 3)
- 1995 : Mensonges et trahison (téléfilm)
- 1997 : Amitié dangereuse (téléfilm)
- 2005 : The Closer : L.A. enquêtes prioritaires : Lieutenant Garth (Saison 1 épisode 1 (pilot))
- 2008 : Bones (saison 4, épisode 7)
- 2014 : NCIS : Enquêtes spéciales (saison 11, épisode 16)
- 2015 : NCIS : Nouvelle-Orléans (saison 1, épisode 11)
- 2017 : Training Day (épisode 6)